# Mogadishu
Mogadishu (phiên âm tiếng Việt: Mô-ga-đi-su; tiếng Somalia: Muqdisho phát âm tiếng Somalia: [mʉqdɪʃɔ]; tiếng Ả Rập: مقديشو IPA: [maqadiːʃuː]), tên gọi địa phương là Hamar, là thủ đô và thành phố lớn nhất Somalia. Tọa lạc ở ven biển Ấn Độ Dương ở vùng Banaadir, thành phố đã đóng vai trò như một hải cảng quan trọng từ lâu. Tính đến  năm 2017, ước tính thành phố có 2.425.000 dân.
Truyền thống và những ghi chép cổ cho thấy rằng miền nam Somalia, gồm cả vùng Mogadishu, từng là nơi cư ngụ của các bộ lạc săn bắt-hái lượm. Sau đó là sự xuất hiện của các tộc người mục súc nói ngôn ngữ Cush. Vào thời Trung cổ, Mogadishu được cai trị bởi triều Muzaffar của Hồi quốc Mogadishu, một chư hầu của Hồi quốc Ajuran. Dần dần thành phố rơi nào tay một vài Hồi quốc và chính quyền địa phương, đáng chú ý nhất là Hồi quốc Geledi. Mogadishu sau đó trở thành thủ phủ của Somaliland thuộc Ý (1889–1936) trong thời kỳ thuộc địa. Sau khi Cộng hòa Somalia độc lập năm 1960, Mogadishu được biết và nhắc đến như Hòn ngọc châu của Ấn Độ Dương. Sau sự trục xuất của chính quyền Siad Barre năm 1991 và cuộc nội chiến Somalia đang tiếp diễn, nhiều thế lực đã giành quyền kiểm soát thành phố.

## Khí hậu
Mogadishu có khí hậu bán khô hạn (phân loại khí hậu Köppen BSh), giống như phần lớn miền đông nam Somalia.
| Dữ liệu khí hậu của Mogadishu              | Dữ liệu khí hậu của Mogadishu | Dữ liệu khí hậu của Mogadishu | Dữ liệu khí hậu của Mogadishu | Dữ liệu khí hậu của Mogadishu | Dữ liệu khí hậu của Mogadishu | Dữ liệu khí hậu của Mogadishu | Dữ liệu khí hậu của Mogadishu | Dữ liệu khí hậu của Mogadishu | Dữ liệu khí hậu của Mogadishu | Dữ liệu khí hậu của Mogadishu | Dữ liệu khí hậu của Mogadishu | Dữ liệu khí hậu của Mogadishu | Dữ liệu khí hậu của Mogadishu |
| Tháng                                      | 1                             | 2                             | 3                             | 4                             | 5                             | 6                             | 7                             | 8                             | 9                             | 10                            | 11                            | 12                            | Năm                           |
| ------------------------------------------ | ----------------------------- | ----------------------------- | ----------------------------- | ----------------------------- | ----------------------------- | ----------------------------- | ----------------------------- | ----------------------------- | ----------------------------- | ----------------------------- | ----------------------------- | ----------------------------- | ----------------------------- |
| Cao kỉ lục °C (°F)                         | 39.5 (103.1)                  | 39.5 (103.1)                  | 37.3 (99.1)                   | 39.8 (103.6)                  | 34.9 (94.8)                   | 33.0 (91.4)                   | 34.3 (93.7)                   | 36.0 (96.8)                   | 36.0 (96.8)                   | 37.0 (98.6)                   | 39.0 (102.2)                  | 37.3 (99.1)                   | 39.8 (103.6)                  |
| Trung bình ngày tối đa °C (°F)             | 30.2 (86.4)                   | 30.2 (86.4)                   | 30.9 (87.6)                   | 32.2 (90.0)                   | 31.2 (88.2)                   | 29.6 (85.3)                   | 28.6 (83.5)                   | 28.6 (83.5)                   | 29.4 (84.9)                   | 30.2 (86.4)                   | 30.6 (87.1)                   | 30.8 (87.4)                   | 30.2 (86.4)                   |
| Trung bình ngày °C (°F)                    | 26.6 (79.9)                   | 26.9 (80.4)                   | 28.0 (82.4)                   | 28.9 (84.0)                   | 28.2 (82.8)                   | 26.7 (80.1)                   | 25.4 (77.7)                   | 25.9 (78.6)                   | 26.5 (79.7)                   | 27.3 (81.1)                   | 27.5 (81.5)                   | 26.9 (80.4)                   | 27.1 (80.8)                   |
| Tối thiểu trung bình ngày °C (°F)          | 23.0 (73.4)                   | 23.4 (74.1)                   | 24.9 (76.8)                   | 25.6 (78.1)                   | 24.9 (76.8)                   | 23.7 (74.7)                   | 23.1 (73.6)                   | 23.0 (73.4)                   | 23.4 (74.1)                   | 24.3 (75.7)                   | 24.2 (75.6)                   | 23.5 (74.3)                   | 23.9 (75.0)                   |
| Thấp kỉ lục °C (°F)                        | 19.0 (66.2)                   | 19.2 (66.6)                   | 19.4 (66.9)                   | 18.0 (64.4)                   | 18.4 (65.1)                   | 18.0 (64.4)                   | 16.8 (62.2)                   | 18.0 (64.4)                   | 18.0 (64.4)                   | 17.5 (63.5)                   | 16.2 (61.2)                   | 16.5 (61.7)                   | 16.2 (61.2)                   |
| Lượng Giáng thủy trung bình mm (inches)    | 0 (0)                         | 0 (0)                         | 8 (0.3)                       | 61 (2.4)                      | 61 (2.4)                      | 82 (3.2)                      | 64 (2.5)                      | 44 (1.7)                      | 25 (1.0)                      | 32 (1.3)                      | 43 (1.7)                      | 9 (0.4)                       | 428 (16.9)                    |
| Số ngày giáng thủy trung bình (≥ 0.1 mm)   | 0.3                           | 0.1                           | 0.6                           | 4.8                           | 6.7                           | 12.7                          | 13.3                          | 10.2                          | 4.9                           | 3.9                           | 4.1                           | 1.5                           | 63.0                          |
| Độ ẩm tương đối trung bình (%)             | 78                            | 78                            | 77                            | 77                            | 80                            | 80                            | 81                            | 81                            | 81                            | 80                            | 79                            | 79                            | 79                            |
| Số giờ nắng trung bình tháng               | 266.6                         | 251.4                         | 282.1                         | 261.0                         | 272.8                         | 219.0                         | 226.3                         | 254.2                         | 264.0                         | 266.6                         | 261.0                         | 257.3                         | 3.082,3                       |
| Số giờ nắng trung bình ngày                | 8.6                           | 8.9                           | 9.1                           | 8.7                           | 8.8                           | 7.3                           | 7.3                           | 8.2                           | 8.8                           | 8.6                           | 8.7                           | 8.3                           | 8.4                           |
| Phần trăm nắng có thể                      | 72                            | 74                            | 73                            | 71                            | 72                            | 59                            | 59                            | 67                            | 72                            | 72                            | 72                            | 70                            | 69                            |
| Nguồn 1: Deutscher Wetterdienst            |                               |                               |                               |                               |                               |                               |                               |                               |                               |                               |                               |                               |                               |
| Nguồn 2: Tổ chức Lương thực và Nông nghiệp |                               |                               |                               |                               |                               |                               |                               |                               |                               |                               |                               |                               |                               |

## Thành phố kết nghĩa
Mogadishu kết nghĩa với:
- Almaty, Kazakhstan[6]
- Ankara, Thổ Nhĩ Kỳ[7]
- Saint Paul, Hoa Kỳ[8]